# Elecciones generales de Honduras de 1859
Las elecciones generales de Honduras de 1859, se realizaron en la ciudad capital de Comayagua el 31 de diciembre de 1859.
José Santos Guardiola es el primer presidente hondureño en completar su periodo presidencial, la constitución que regia a Honduras, era la Constitución del Estado de Honduras de 1848 y permitía la reelección presidencial, por lo que Guardiola participó en las elecciones como candidato de su partido, ganándolas, siendo así también el primer Presidente de Honduras en ser reelegido Presidente.

## Hechos posteriores
El segundo gobierno de José Santos Guardiola termina debido al magnicidio llevado en su contra el 11 de enero de 1862.